# Acaulimalva acaulis
Acaulimalva acaulis là một loài thực vật có hoa trong họ Cẩm quỳ. Loài này được (Dombey ex Cav.) Krapov. mô tả khoa học đầu tiên năm 1974.